# Lepyronia batrachoides
Lepyronia batrachoides is een halfvleugelig insect uit de familie Aphrophoridae. De wetenschappelijke naam van deze soort is voor het eerst geldig gepubliceerd in 1917 door Haupt.